# Yutaka Akita
Yutaka Akita (秋田 豊, Akita Yutaka, Nagoya, 6 augustus 1970) is een Japans voormalig voetballer die als verdediger speelde.

## Clubcarrière
Yutaka Akita speelde tussen 1993 en 2007 voor Kashima Antlers, Nagoya Grampus Eight en Kyoto Sanga FC.

## Japans voetbalelftal
Yutaka Akita debuteerde in 1995 in het Japans nationaal elftal en speelde 44 interlands, waarin hij 4 keer scoorde.

## Statistieken
| Japans voetbalelftal | Japans voetbalelftal | Japans voetbalelftal |
| Jaar                 | Wed.                 | Dlp.                 |
| -------------------- | -------------------- | -------------------- |
| 1995                 | 2                    | 1                    |
| 1996                 | 2                    | 0                    |
| 1997                 | 16                   | 2                    |
| 1998                 | 10                   | 0                    |
| 1999                 | 7                    | 0                    |
| 2000                 | 0                    | 0                    |
| 2001                 | 0                    | 0                    |
| 2002                 | 3                    | 0                    |
| 2003                 | 4                    | 1                    |
| Totaal               | 44                   | 4                    |